# Тиннис
Тиннис (масри تنيس, копт. ⲑⲉⲛⲛⲉⲥⲓ) — средневековый город, некогда существовавший в Египте. Он был расположен на острове озера Манзала, к юго-западу от Порт-Саида.

## Этимология
Название города происходило от озера, на котором он находился, тогда озеро Манзала называлось Тиннис.

## История

### Расцвет
Тиннис был важным портом, экспортирующим сельскохозяйственную продукцию из средневекового Египта, но в основном город славился производством текстиля, благодаря которому Тиннис был известен на всём Ближнем Востоке. Также, согласно Мухаммаду аль-Идриси, город имел очень удачное географическое расположение и омывался главным восточным притоком Нила. Используя приток Нила, корабли могли войти в более спокойные воды озера Тиннис, избегая сильные волны, что было огромном плюсом для кораблей в ту эпоху, чего бы не было, если бы они напрямую заходили в море из устья реки. Озеро позволяло судам прятаться от суровых погодных условий, в отличие от Думьята или Рашида, где Нил впадает прямо в море, что делало Тиннис портом земель Византии, франкской периферии, Кипра, всего побережья Леванта и перевалочных пунктов из Ирака, согласно ибн Зулаку. Отдельный раздел, выделенный ему в Книге диковинок, с набором важных географических карт, возможно, созданных для халифа аль-Мамуна, также свидетельствует о его важности.

### Упадок

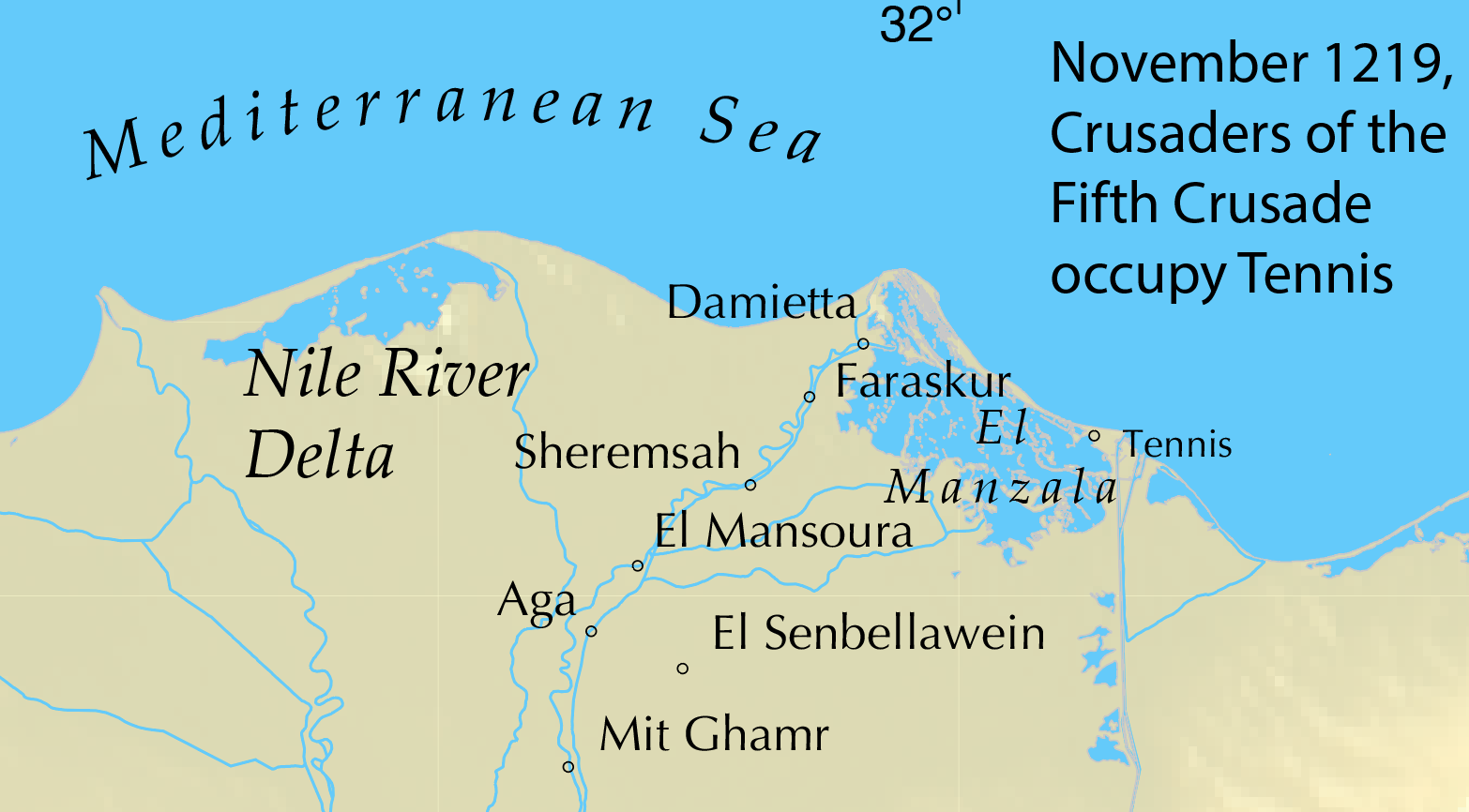

Внешнее расположение города, затрудняющее доступ к воде, а также стеснённые условия были негативными факторами в дальнейшем развитии города. Более того, его внешнее расположение означало, что его трудно было защитить от морских атак вражеских флотов, особенно крестоносцев. В 1192–1193 годах Саладин приказал выселить всех горожан, оставив только военный форт, в то время как торговля переместилась в более защищённый Думьят. После осады Дамьетты египетские власти окончательно разрушили форт.